# Лисон, Ник
Ник Лисон (англ. Nick Leeson; 25 февраля 1967, Уотфорд) — старший трейдер сингапурского отделения старейшего английского банка «Бэрингз». Его имя стало известно на весь мир в 1995 году, когда своими рискованными и несанкционированными операциями с фьючерсными контрактами на японский биржевой индекс Nikkei Лисон довёл «Бэрингз» до банкротства. Убытки банка в результате действий Лисона достигли 1,3 млрд долларов, что вдвое превышало собственный капитал банка. В результате «Бэрингз» был продан за символическую сумму £1 голландскому банку ING.
Лисон бежал из банка, оставив записку «Прошу прощения», и отправился в Британию, чтобы отбывать наказание на родине, а не в сингапурской тюрьме. Однако при пересадке во Франкфурте он был задержан и экстрадирован Германией в Сингапур, осуждён там на 6,5 лет, из которых отсидел четыре в местной тюрьме. В тюрьме Лисон заболел раком, но власти Сингапура приложили усилия, чтобы всемирно известный заключенный был прооперирован лучшими врачами и выздоровел.
С 2007 по 2011 год занимал должность генерального директора ирландского футбольного клуба «Голуэй Юнайтед».
Ник Лисон является автором двух автобиографических книг:
«Как я обанкротил „Бэрингз“. Признания трейдера-мошенника» в жанре экономического триллера описывает события, которые привели к банкротству «Бэрингз» (Barings Bank).
Back From the Brink. Coping with Stress (Virging Books, 2005) описывает его борьбу с раком и то, как Лисон достиг психического равновесия после глубокого стресса.
По книге «Как я обанкротил „Бэрингз“. Признания трейдера-мошенника» в 1999 году был снят фильм «Аферист» с Юэном Макгрегором в главной роли.